# راشيل رويش
راشيل رويش (بالإنجليزية: Rachel Ruysch)‏ (3 يونيو 1664 -12 أكتوبر 1750)  فنانة ورسامة هولندية من هولندا الشمالية. متخصصة في رسم الزهور وابتكرت أسلوبها الخاص في رسم الأزهار وحققت شهرة عالمية في حياتها. نظرًا لمسيرتها المهنية الطويلة والناجحة التي امتدت لأكثر من ستة عقود أصبحت أفضل رسامة موثقة في العصر الذهبي الهولندي، يليها الفنان جان فان هويسوم، الذي اتخذ الرسم بالزهور إلى درجة أخرى من الشهرة. 

## الحياة الشخصية والوظيفية

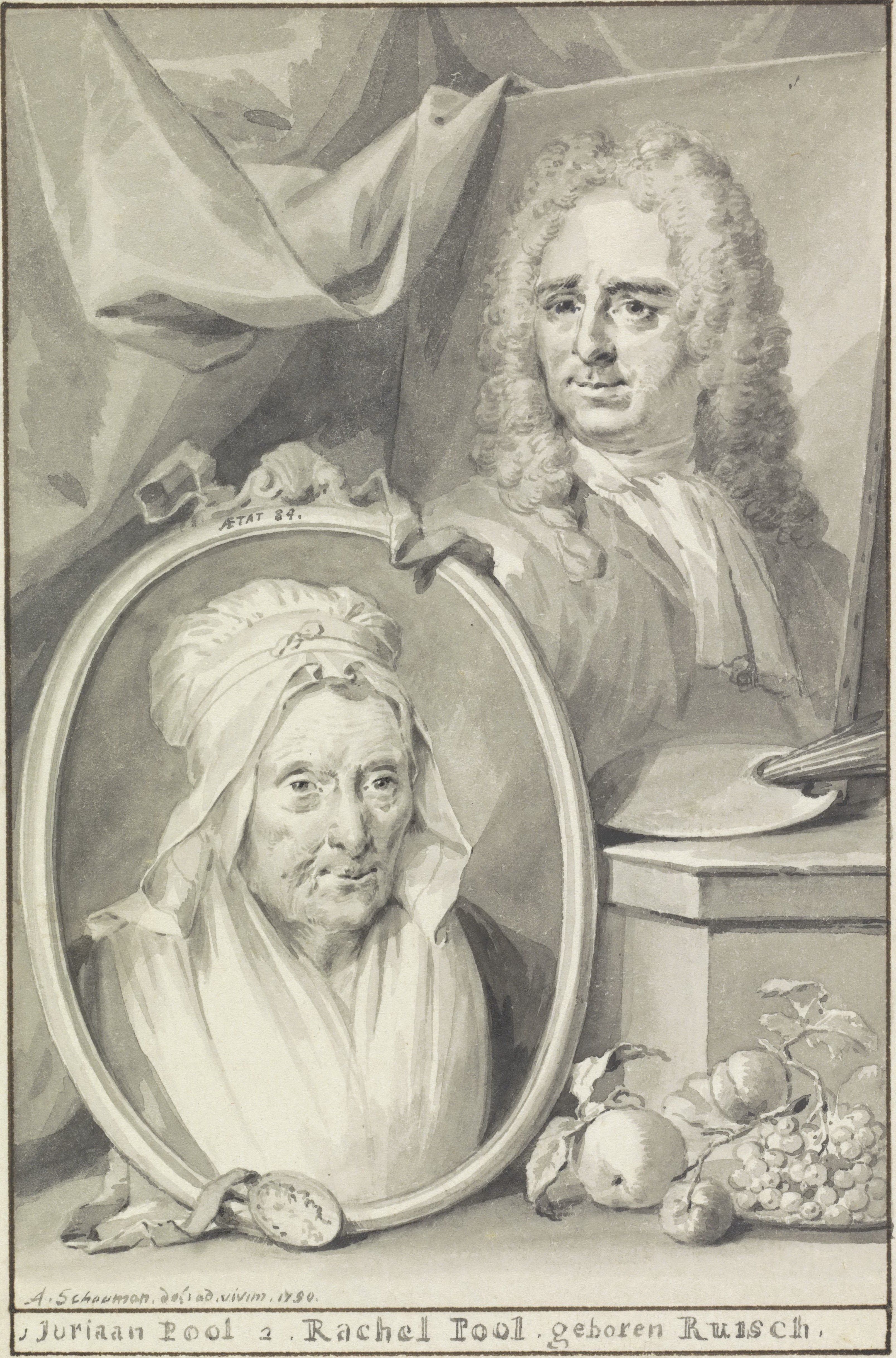
جوريان بول وزوجته راشيل بول ، من مواليد رويش ، يبلغان من العمر 84 عامًا. بحلول ذلك الوقت كان قد مات.

ولدت راشيل رويش في 3 يونيو 1664 في لاهاي للعالِم فريدريك رويش وماريا بوست (ابنة المهندس المعماري بيتر بوست). كان والد راشيل رويش أيضًا أستاذًا في علم التشريح وعلم النبات .  كان لديه مجموعة كبيرة من الهياكل العظمية للحيوانات ، وعينات من المعادن والنباتات التي استخدمتها راشيل لممارسة مهاراتها في الرسم.  بدأت في سن مبكرة في رسم الزهور والحشرات من مجموعة والدها بالطريقة الشعبية لأوتو مارسيوس فان شيك .  من خلال العمل على هذه العينات ، قامت راشيل بمطابقة قدرة والدها على تصوير الطبيعة بدقة كبيرة.  في وقت لاحق ، عندما أصبحت راشيل أكثر إنجازًا ، علَّمت والدها (وأيضًا أختها ، آنا رويش ) كيفية الرسم.[بحاجة لمصدر]
في عام 1679 ، في سن الخامسة عشرة ، تدربت رويش على وليم فان إيلست ، رسام الزهور البارز في أمستردام. أطل الاستوديو الخاص به في أمستردام على استوديو رسامة الزهور ماريا فان أوسترويك . درست رويش مع فان إيلست حتى وفاته عام 1683.  إلى جانب تقنية الرسم ، علمها كيفية ترتيب باقة في مزهرية حتى تبدو تلقائية وأقل رسمية. أنتجت هذه التقنية تأثيرًا أكثر واقعية وثلاثية الأبعاد في لوحاتها. بحلول الوقت الذي كانت فيه رويش في الثامنة عشرة من عمرها ، كانت تنتج وتبيع الأعمال بتوقيعها بشكل مستقل.  كانت تتعاون مع رسامي الزهور مثل: جان, وماريا مونينكس, وأليدا ويثوس, وجونا هيلينا هيرولت-غراف ، الذين كانوا جميعًا في سنها ويعملون مع أغنيس بلوك والذين عملوا أيضًا مثل والدها مع جامعي النباتات جان وكاسبار كوملين .
في عام 1693 تزوجت من يوريان بول رسام بورتريه أمستردام، وأنجبت منه عشرة أطفال. طوال فترة زواجها وحياتها البالغة استمرت في الرسم وتكوين اللجان لدائرة دولية من الرعاة.  كان من المتوقع أن تشارك النساء الأخريات في هذا الوقت في أشكال فنية أكثر تقليدية تمارسها النساء، مثل الخياطة والغزل. واصلت رويش العمل كرسامة بعد زواجها، على الأرجح لأن مساهمتها في دخل الأسرة سمحت لهم بجلب مساعدة لرعاية أطفالهم. 
توفيت رويش في أمستردام في 12 أكتوبر 1750. بعد وفاتها، على الرغم من المواقف المتغيرة حول اللوحات الزهرية، حافظت راشيل على سمعة طيبة. 

## يعمل

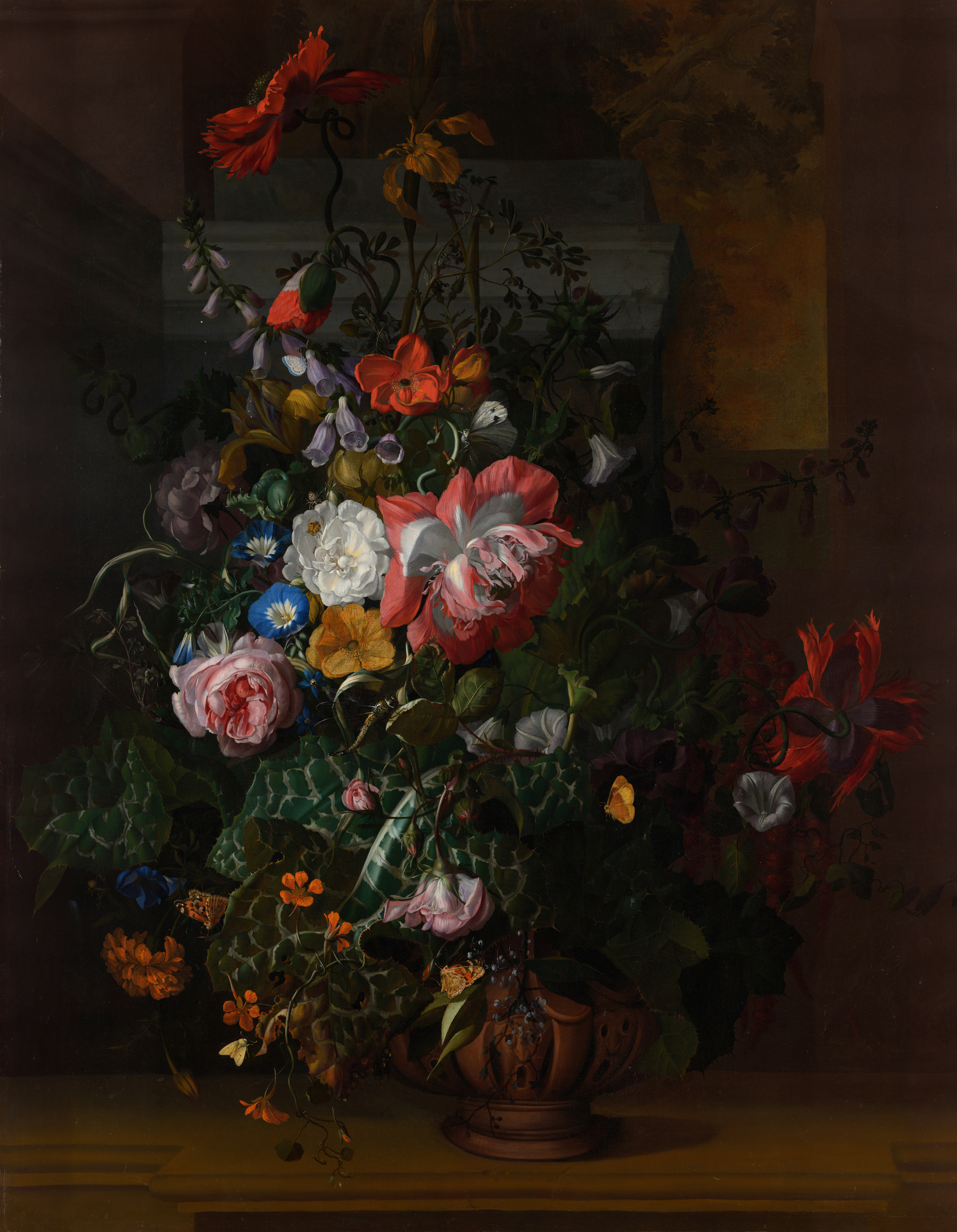
الورود ، اللبلاب ، الخشخاش ، والزهور الأخرى في جرة على حافة حجرية

من غير المعروف ما إذا كانت رويش عضوًا في نقابة القديس لوك بأمستردام، لكن الأعمال الموقعة منها في وقت مبكر في ثمانينيات القرن التاسع عشر تظهر تأثير أوتو مارسيوس فان شريك. بحلول عام 1699، كانت قد انتقلت هي وعائلتها إلى لاهاي ، حيث عُرضت عليها عضوية Confrerie Pictura كأول أنثى.  في عام 1701 أصبحت هي وزوجها عضوين في نقابة الرسامين في لاهاي. في عام 1708 ، تمت دعوة رويش للعمل في المحكمة في دوسلدورف وعملت رسامة محكمة ليوهان فيلهلم ، ناخب بالاتين .  حصلت على عقد لأعمال فنية صنعتها في المنزل وجلبتها بشكل دوري إلى دوسلدورف.  واصلت العمل معه ومع زوجته منذ عام 1708 حتى وفاة الأمير عام 1716.
يعتبر مؤرخو الفن أن راشيل هي واحدة من أكثر فناني الحياة الساكنة موهبة من كلا الجنسين.  بحلول وقت وفاتها عن عمر يناهز 86 عامًا ، كانت قد أنتجت مئات اللوحات ، تم توثيق أكثر من 250 منها أو نسبت إليها.  تثبت أعمالها المؤرخة أنها كانت ترسم منذ سن الخامسة عشرة حتى سن الثالثة والثمانين ، قبل وفاتها ببضع سنوات. المؤرخون قادرون على إثبات ذلك على وجه اليقين لأنها أدرجت سنها عند توقيع لوحاتها. 

## أسلوب
كان لدى راشيل فهم جيد جدًا للرسم وتقنيات التقاليد السابقة. هذه المعرفة حسنت قدراتها على الرسم. من ناحية الأسلوب ، كان عملها الفني ، بتركيبته المرحة وألوانه الرائعة ، جزءًا من حركة الروكوكو.  لقد أولت اهتمامًا كبيرًا لجميع التفاصيل في عملها. تم إنشاء كل بتلة بشق الأنفس باستخدام فرشاة دقيقة.  عادة ما تكون خلفية لوحات راشيل مظلمة والتي كانت موضة الرسم بالزهور في النصف الثاني من القرن السابع عشر. خلقت تركيباتها غير المتكافئة مع الزهور المتدلية والسيقان البرية لوحات يبدو أنها تمتلك طاقة كبيرة عنها.
رسمت راشيل في عملها المبكر عددًا كبيرًا من صور أرض الغابات التي تظهر حيوانات صغيرة وزواحف وفراشات وفطريات . تبنت فيما بعد الرسم بالزهور باعتباره شاغلها الرئيسي واستمرت في الرسم حتى وفاتها ، وبالتالي استمرت في أسلوب القرن السابع عشر حتى منتصف القرن التالي. 
تكمن مهارة راشيل في المراقبة الدقيقة لكل زهرة بطريقة طبيعية للغاية ، منسقة في ترتيب متقن يصعب تحقيقه في الطبيعة - لن تدعم الأزهار بعضها البعض بشكل جيد في ظل مثل هذا الترتيب. بشكل مشترك مع معظم قطع الزهور من الثلث الأخير من القرن السابع عشر ، كانت ألوان الزهور متوازنة بعناية أكثر مما كانت عليه في الصور السابقة. 
تم تطوير رمزية كل زهرة بشكل متقن في القرن السابع عشر ، ولكن معظم هذا يتعلق بإدخال زهرة واحدة في قطعة فانيتاس. بصرف النظر عن جان فان هويسوم ، لم يضاهي رسام الزهور في القرن الثامن عشر مهارة راشيل رويش. 

## استقبال
تمتعت راشيل بشهرة كبيرة وسمعة طيبة في حياتها. عندما توفيت عام 1750 ، قدم لها أحد عشر شاعراً تقديرهم لها بقصائد.  في القرن السابع عشر ، كان الهولنديون مهتمين جدًا بالزهور والبستنة ، لذلك كانت اللوحات التي تسلط الضوء على جمال الطبيعة ذات قيمة عالية. ساعد هذا في بناء عملاء راشيل والحفاظ عليهم طوال حياتها المهنية.  تم بيع لوحاتها في حياتها بأسعار تصل إلى 750-1200 غيلدر . بالمقارنة ، نادرًا ما تلقى رامبرانت أكثر من 500 جيلدر مقابل لوحة في حياته. 
في عام 1999 ، تم اكتشاف لوحة لرويش في مزرعة في نورماندي وبيعت في مزاد بمبلغ 2.9 مليون فرنك فرنسي ، أي حوالي 508000 دولار أمريكي. 
في مارس 2021 ، تمت إضافة أعمال Leyster إلى "Gallery of Honor" في متحف Rijksmuseum. رويش وجيسينا تير بورش وجوديث ليستر هم أول نساء يتم تضمينهن في المعرض.  

## أعمال راشيل رويش

أعمال راشيل رويش
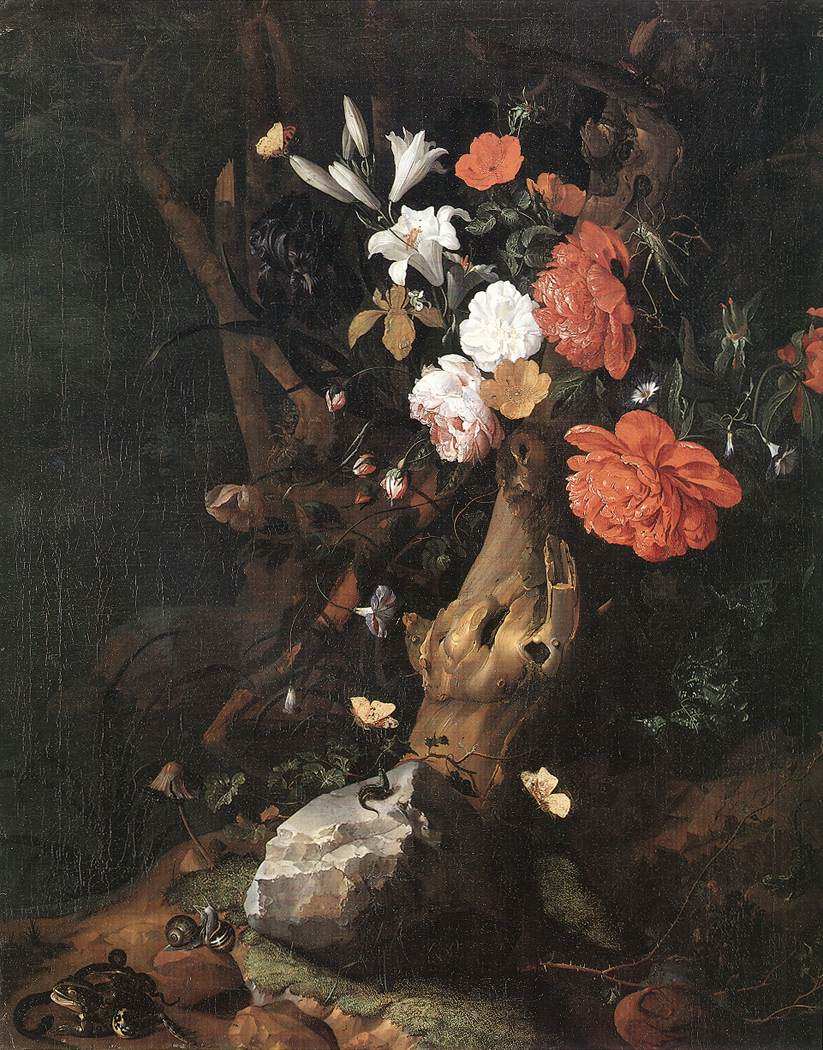
الزهور على جذع الشجرة. هذا مثال نموذجي لنوع "أرضية الغابة" الذي اشتهر بواسطة Marseus van Schrieck
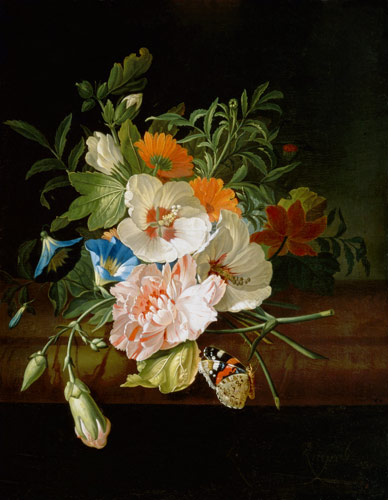
زهور على لوح حجري - أسلوبها الأكثر شيوعًا حوالي عام 1700
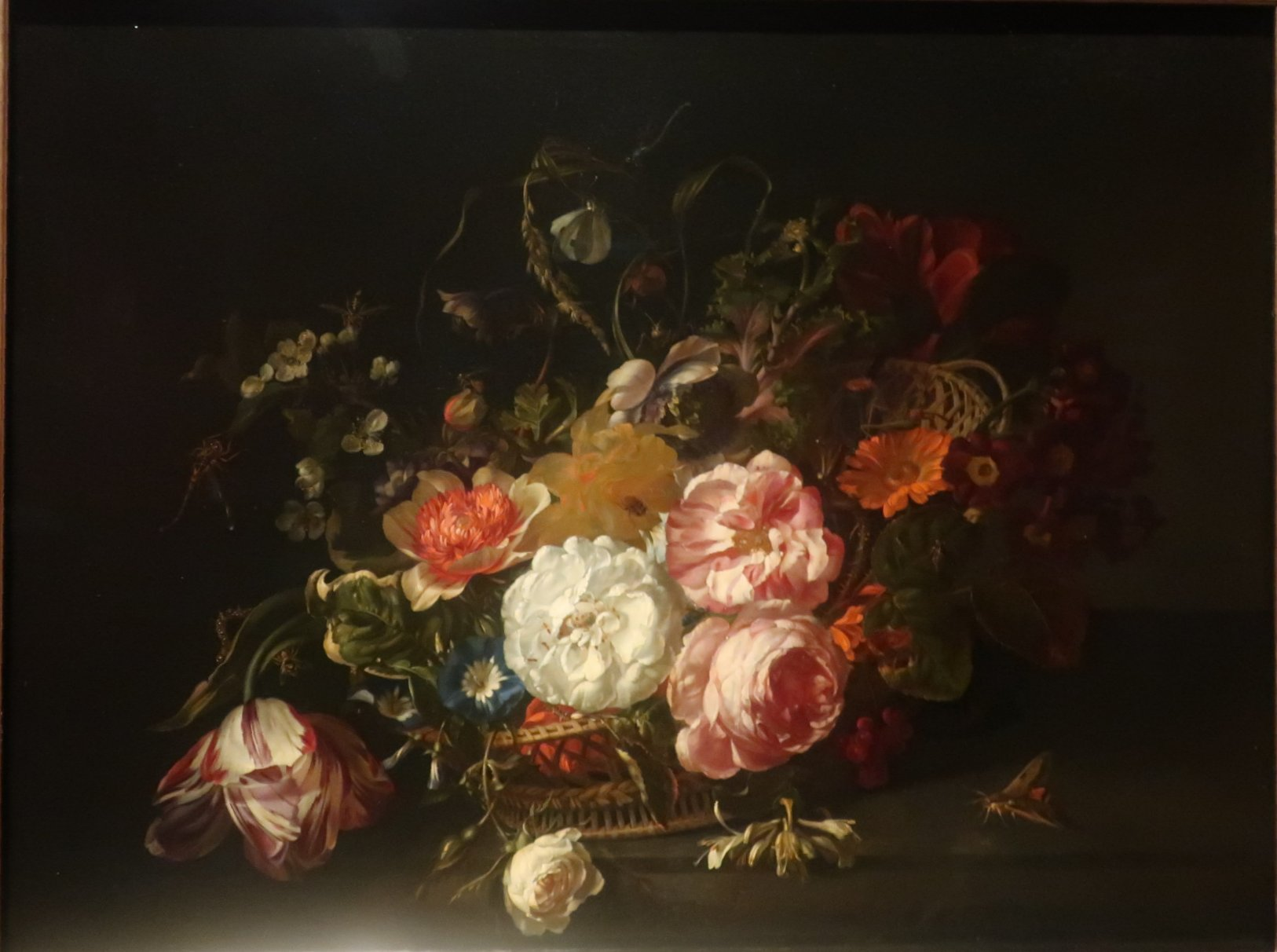
سلة الزهور 1711
لا تزال الحياة مع الزهور
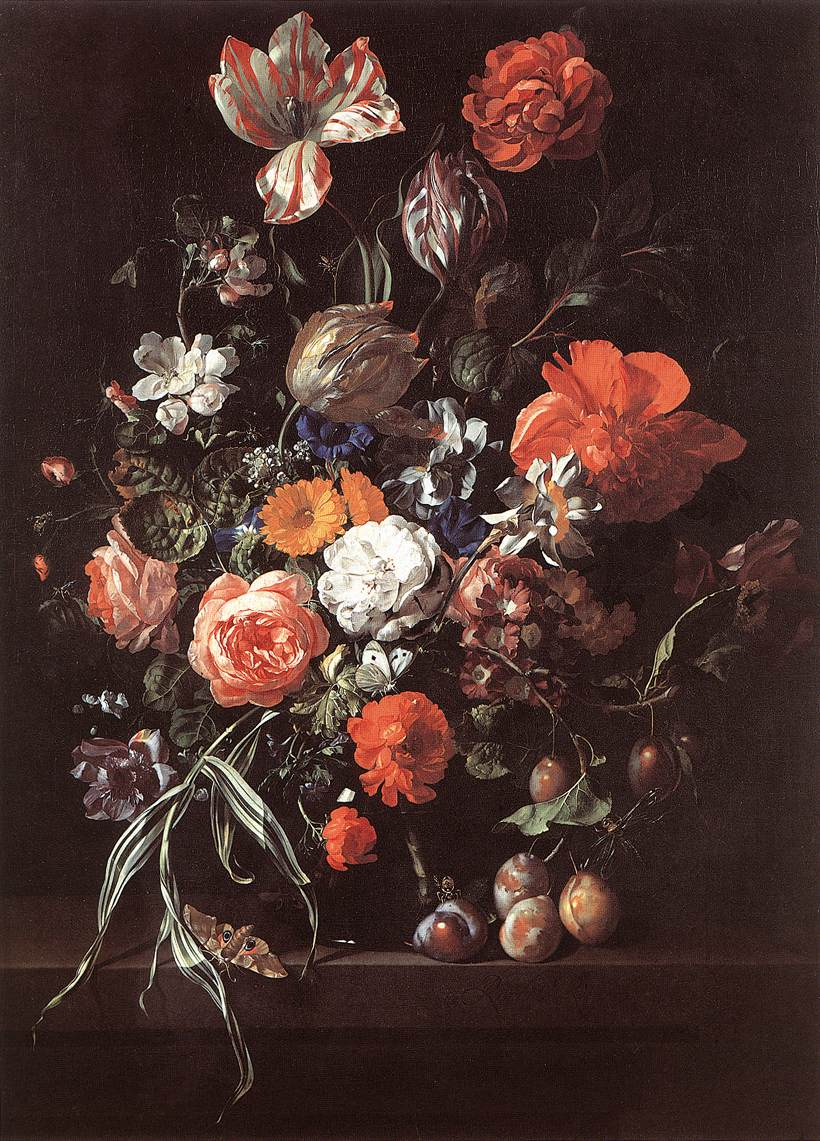
راشيل رويش ، صامتة مع باقة من الزهور والخوخ ، 1704 ، المتاحف الملكية للفنون الجميلة في بلجيكا [الإنجليزية]